# Winden im Elztal
Winden im Elztal è un comune tedesco di 2 869 abitanti, situato nel land del Baden-Württemberg.